# Cristián Federico de Stolberg-Wernigerode
El conde Cristián Federico de Stolberg-Wernigerode (en alemán: Christian Friedrich (Graf) zu Stolberg-Wernigerode; 8 de enero de 1746, Castillo de Wernigerode - 26 de mayo de 1824, Peterwaldau) fue el único hijo varón del conde Enrique Ernesto de Stolberg-Wernigerode, a quien sucedió como gobernante del Condado de Wernigerode en 1778.

## Biografía
Siendo el hijo de Enrique Ernesto, Conde de Stolberg-Wernigerode, Cristián Federico era un miembro de la familia noble de Stolberg. Su madre era la segunda esposa de Enrique Ernesto, la Princesa Ana de Anhalt-Köthen, hija de Augusto Luis de Anhalt-Köthen con su segunda esposa, Emilia (ella misma hija de Erdmann II de Promnitz).
Durante sus estudios en Halle de 1764 a 1767 se unió a logia francmasónica zu den drei Degen. En el verano de 1767 obtuvo el cuarto y después del quinto grado de la logia en Leipzig.
El Conde Cristián Federico fue hasta 1796 deán de Halberstadt y proboste de Walbeck. Fue ordenado Caballero de la Orden de San Juan en 1790 por el Príncipe Augusto Fernando de Prusia. En 1797 fue ordenado Caballero de la Orden del Águila Roja prusiana y en 1803, miembro de la Orden del Águila Negra.
Entre los amigos del conde se encontraban los poetas Anna Louisa Karsch y Johann Wilhelm Ludwig Gleim.

## Posesiones
El 8 de junio de 1765, su tío abuelo materno, el Conde Johann Erdmann de Promnitz le legó los Señoríos de Pieszyce (en alemán: Peterwaldau), Janowice Wielkie (en alemán: Jannowitz) y Grodztwo (en alemán: Kreppelhof) en Silesia. En un decreto de 18 de diciembre de 1815, dejó el Señorío de Pieszyce como fideicomiso especial y mayorazgo a su segundo hijo, el Conde Fernando; y Janowice Wielkie a su tercer hijo, el Conde Constantino; y Grodztwo a su cuarto hijo varón, el Conde Antonio. Ellos fundaron la rama silesia de la familia Stolberg-Wernigerode. Mantuvieron sus posesiones en Silesia hasta que fueron expulsados en 1945.
Dejó el Condado de Wernigerode a su hijo mayor, Enrique.

## Hijos
Contrajo matrimonio con la Condesa Augusta Leonor de Stolberg-Stolberg (10 de enero de 1748 - 12 de diciembre de 1821), hija del Conde Cristóbal Luis de Stolberg-Stolberg. Tuvieron los siguientes hijos:
1. Ana (1770-1819), desposó en 1797 al Barón Alejandro de Wylich.
2. Luisa (1771-1856), desposó en 1807 a Maurice Haubold de Schönberg.
3. Enrique (1772-1854), desposó en 1799 a la Princesa Jenny de Schönburg-Waldenburg.
4. María (1774-1810), desposó en 1803 al Príncipe Enrique LIV de Reuss-Lobenstein.
5. Fernando (18 de octubre de 1775 - 20 de mayo de 1854), desposó el 25 de mayo de 1802 a la Condesa María Inés de Stolberg-Stolberg (hija de Federico Leopoldo de Stolberg-Stolberg); su hija Augusta desposó al Conde Rodolfo, el hijo menor de Enrique de Stolberg-Wernigerode.
6. Federica (1776-1858), desposó en 1806 a Enrique Luis, Burgrave y Conde de Dohna-Schlodien.
7. Ernestina (1778-1781)
8. Constantino (25 de septiembre de 1779 - 19 de agosto de 1817, Karlsbad), desposó el 30 de septiembre de 1804 a la Baronesa Ernestine von der Recke.
9. Teodoro (1783-1786)
10. Antonio (1785-1854), desposó el 12 de junio de 1809 a la Baronesa Louise von der Recke.